# 拉罗汤加国际机场
拉罗汤加国际机场（英語：Rarotonga International Airport）是库克群岛主要的国际口岸，位于库克群岛拉罗汤加岛阿瓦鲁阿区，在市中心以西3公里。

由于跑道与相邻道路的接近程度，飞机在起降时可以离得很近。跑道08，即跑道的西侧尽头，尤其在有大型喷气机着陆时特别受欢迎。

## 機場航點
| 航空公司     | 目的地                                  |
| ------------ | --------------------------------------- |
| 紐西蘭航空   | 奧克蘭、悉尼、洛杉磯 季節性：基督城     |
| 捷星航空     | 奧克蘭                                  |
| 塔希提航空   | 帕皮提                                  |
| 维珍澳洲航空 | 奧克蘭 季節性：基督城                   |
| 拉羅湯加航空 | Aitutaki、Atiu、Mauke、Mangaia、Mitiaro |

## 外部連結
- 世界航空数据库中的NCRG机场数据，数据截止日期：2006年10月。